# Royal Air Force (gruppo musicale)
I Royal Air Force (anche conosciuti come R.A.F.) sono stati un gruppo heavy metal italiano, formatosi a Milano nel 1983.

## Storia
La band fu formata dal chitarrista Luca Brugnoli, insieme a due compagni di liceo, ovvero Marco Signorini e Gianluca Battaglion, rispettivamente cantante e chitarrista. In breve tempo, ai tre si unirono il batterista Alberto Ponti e il bassista Renzo Sgroi. Il gruppo decise di denominarsi Royal Air Force, e durante le prime esibizioni dal vivo i membri del gruppo si presentarono in uniforme militare, per ottenere un maggiore impatto scenico. La band divenne in breve tempo molto popolare tra i giovani fan dell'heavy metal, esibendosi in vari locali milanesi e condividendo il palco con altre band della zona, e registrò una prima demo nel 1984.
Nel 1985 Ponti decise di abbandonare la band, e fu sostituito dal diciassettenne Mario Riso. In questo periodo il gruppo fu notato dall'etichetta francese Axe Killer Records, che propose loro un contratto. Fu così che il gruppo registrò nello stesso anno l'EP omonimo, e alla band fu quindi proposto di trasferirsi in America, ma il diniego del gruppo portò alla separazione dall'etichetta. Un loro pezzo finì comunque sulla compilation Italian Metal Vol. 1 (Flying Records, 1984).
La band ottenne un contratto con l'etichetta italiana Metal Master Records. Nel 1988 fu registrato, con l'aiuto del produttore Marcello Catalano, Fasten Your Seat Belts, il primo album vero e proprio, che ottenne un buon successo e portò i Royal Air Force ad esibirsi al Monsters of Rock di quell'anno, condividendo il palco con band del calibro di KISS, Iron Maiden, Helloween ed Anthrax. Due giorni dopo, poi, la band si esibì come spalla ai Metallica, allora impegnati nel tour di ...And Justice for All.
Brugnoli dovette lasciare la band nel 1988, ed il gruppo proseguì la carriera con soli quattro elementi. Inizia così il percorso di compositi che portò la band al loro secondo album, per il quale giunse da Los Angeles il produttore Gene Allen (già chitarrista dei Lizzy Borden). L'album, intitolato Leading the Riot (Metal Master Records), fu pubblicato nel 1989 e ottenne un ottimo successo anche all'estero e permettendo ai R.A.F. di condividere il palco con i Manowar e di esibirsi anche al di fare tour europei. Tuttavia, iniziarono a crearsi i primi dissapori all'interno del gruppo, che andarono via via aggravandosi; quando nel 1991 Riso fu invitato da Allen a trasferirsi in America per suonare con i Dio, la band finì per sciogliersi.
Nel 1993, però, Battaglion decise di riformare la band, e decise di contattare nuovamente Riso (che nel frattempo era tornato dagli Stati Uniti). Con l'arrivo del cantante Dario Pozzo-Balbi e del bassista Nicola Angileri, il gruppo iniziò ad esibirsi a vari festival, non ottenendo però il successo precedente. Dopo svariati mesi di concerti, la band si sciolse nuovamente l'anno successivo, e Battaglion e Riso formarono insieme i Movida.

### Reunion
In occasione del festival Italian Metal Legends del 2012, tenutosi il 22 luglio, la band si è riunita esclusivamente per un concerto con la formazione storica.

## Formazione

### Ultima
- Dario Pozzo-Balbi - voce
- Gianluca Battaglion - chitarra
- Nicola Angileri - basso
- Mario Riso - batteria

### Ex componenti
- Marco Signorini - voce
- Renzo Sgroi - basso
- Luca Brugnoli - chitarra
- Alberto Ponti - batteria

## Discografia

### Album in studio
- 1988 - Fasten Your Seat Belts
- 1989 - Leading the Riot

### EP
- 1985 - R.A.F.